# Tre Nam Bộ
Tre Nam Bộ hay tre tàu lông (danh pháp: Gigantochloa cochinchinensis) là một loài thực vật có hoa trong họ Hòa thảo. Loài này được A.Camus miêu tả khoa học đầu tiên năm 1920.